# Зварт, Виллем де

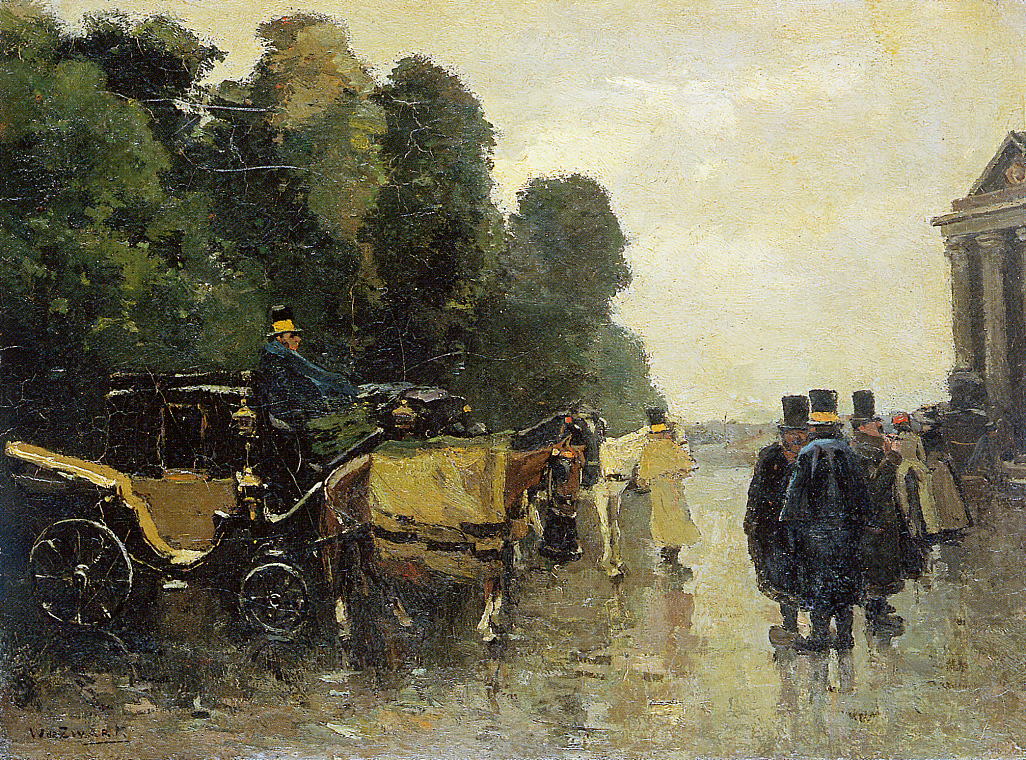
Ожидание Карет (год создания неизвестен)

Виллем де Зварт (нидерл. Willem de Zwart) — (16 мая 1862, Гаага, Нидерланды — 11 декабря 1931 Гаага, Нидерланды) — голландский импрессионист, также известный как Вильгельмус Хенрикус Петрус Йоханнес Зварт, представитель Гаагской школы.

## Жизнь и творчество
Виллем де Зварт родился в Гааге 16 мая 1862 года, старший из восьми детей. Его младший брат, Питер, тоже стал художником. В свободное время он копировал печати и шрифты, найденные в журналах. Через год он поступил в вечерний класс в Королевскую академию изобразительных искусств в Гааге. В следующем году он был принят в мастерскую Джейкоба Мариса. Во время обучения в академии познакомился со многими выдающимися личностями. Виллем был заинтересован в работах Йоханнеса Вермеера, Паулюса Поттера и Рембрандта, но он также изучал картины немецких и итальянских мастеров. Виллем де Зварт жил и работал до 1894 года в Гааге и с 1900 по 1905 год в Амстердаме.